# Blek mesflugsnappare
Ej att förväxla med blek flugsnappare.
Blek mesflugsnappare (Fraseria plumbea) är en fågel i familjen flugsnappare inom ordningen tättingar.

## Utseende och läte
Blek mesflugsnappare är en gråfärgad flugsnappare med tydligt stjärttäckning, svartaktig med vita yttre stjärtpennor. Liknande gråstrupig mesflugsnappare har helmörk stjärt och enfärgat grått ansikte. Sången är darrande och melankolisk, i engelsk litteratur återgiven som "wheeely-wheerr".

## Utbredning och systematik
Blek mesflugsnappare är vida spridd i Afrika söder om Sahara. Den delas in i tre underarter med följande utbredning:
- Fraseria plumbea plumbea – förekommer från Senegal och Gambia till nordvästra Angola, södra Etiopien, Uganda och nordvästra Tanzania
- Fraseria plumbea orientalis – förekommer i låglandsområden från östra Kenya till östra Tanzania, Moçambique och Natal
- Fraseria plumbea catoleuca – förekommer från Angolaplatån till Namibia, södra Kongo-Kinshasa, Botswana, Malawi och Natal

Tidigare fördes arten och den nära släktingen gråstrupig mesflugsnappare till Myioparus. DNA-studier visar dock att de står mycket nära Fraseria och inkluderas därför allt oftare i detta släkte.

## Levnadssätt
Mesflugsnapparna skiljer sig från många andra flugsnappare genom att födosöka mer likt sångare, det vill säga plocka insekter från lövverket snarare än fånga dem i luften genom utfall från en sittplats. De böjer sig ofta framåt med stjärten rest och något utbredd, ett beteende som kan skrämma upp insekter. Denna art förekommer i lövskog, buskage och skogsbryn, där den ofta undgår upptäckt och noteras först genom sitt läte.

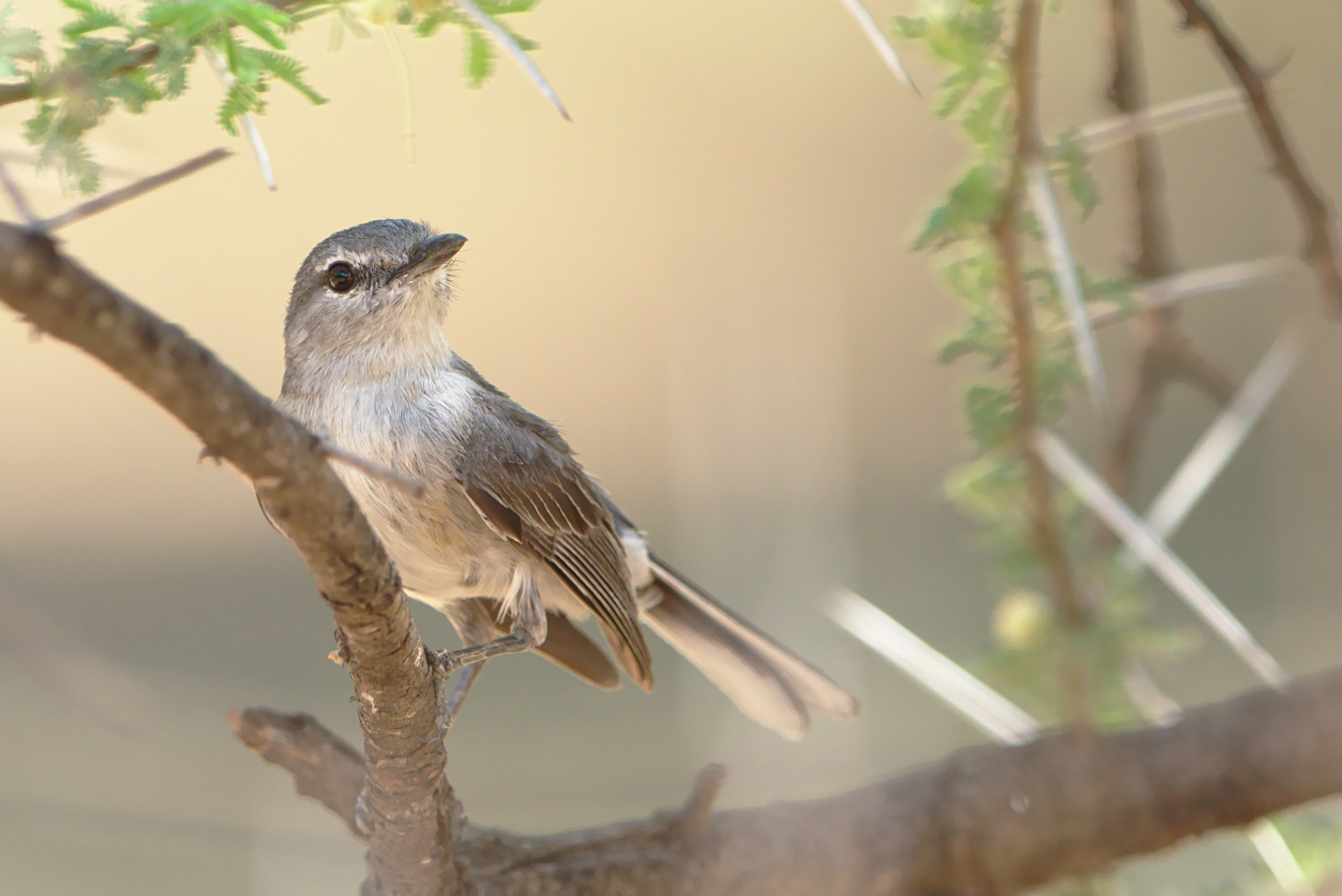

## Status
Arten har ett stort utbredningsområde och beståndet anses stabilt. Internationella naturvårdsunionen IUCN listar den därför som livskraftig (LC).

## Namn
Artens vetenskapliga släktesnamn namn hedrar den engelska zoologen Louis Fraser.